# Slag bij Grimball's Landing
De Slag bij Grimball's Landing vond plaats op 16 juli 1863 nabij Charleston, South Carolina tijdens de Amerikaanse Burgeroorlog.

## De slag
De Noordelijke brigadegeneraal Quincy A. Gillmore plande twee afleidingsmanoeuvres om de Zuidelijke versterkingen af te leiden van een nieuwe aanval nabij Fort Wagner. De eerste was een aanval uitvoeren op de Charleston & Savannah spoorwegbrug. De tweede was een landing op James Island op 8 juli. Deze zou uitgevoerd worden door een divisie onder leiding van Alfred H. Terry. Nadat zijn divisie aan land was gegaan hield hij de vijand bezig zonder een rechtstreekse aanval uit te voeren. Op 16 juli vielen de Zuidelijken Terry's kamp aan bij Grimball's Landing. De Zuidelijke aanval mislukte door de slechte voorbereidende verkenning van het moerassige terrein. De opdracht van Terry was gelukt. Hij had de Zuidelijke versterkingen kunnen afleiden hun hoofddoel, namelijk Fort Wagner. En hij had hun aanval weerstaan. Op 17 juli trokken hij en zijn divisie zich terug.

## Bron
- National Park Service - Grimball's Landing

 Fort Sumter · Santa Rosa Island · Fort Pulaski · Forten Jackson en St. Philip · New Orleans · Secessionville · Simmon's Bluff · Tampa · Baton Rouge · 1ste Donaldsonville · St. John's Bluff · Georgia Landing · 1ste Fort McAllister · Fort Bisland · Irish Bend · Vermillion Bayou · 1ste Charleston Harbor · 1ste Fort Wagner · Grimball's Landing · 2de Fort Wagner · 2de Charleston Harbor · 2de Fort Sumter · Plains Store · Port Hudson · LaFourche Crossing · 2de Donaldsonville · Kock's Plantation · Stirling's Plantation · Fort Brooke · Gainesville · Olustee · Natural Bridge